# Bryconamericus microcephalus
Bryconamericus microcephalus és una espècie de peix de la família dels caràcids i de l'ordre dels caraciformes.

## Morfologia
- Els mascles poden assolir 6,6 cm de llargària total.[5]

## Hàbitat
Viu en zones de clima subtropical.

## Distribució geogràfica
Es troba a Sud-amèrica: conca del riu Ribeira de Iguape.